# Bajandzürch, Chövsgöl
Bajandzürch är ett distrikt (sum) i Mongoliet.   Det ligger i provinsen Chövsgöl, i den nordvästra delen av landet, 600 km väster om huvudstaden Ulaanbaatar.